# Камблен л'Абе
Камблен л'Абе (фр. Camblain-l'Abbé) насеље је и општина у североисточној Француској у региону Север-Па д Кале, у департману Па де Кале која припада префектури Арас.
По подацима из 2011. године у општини је живело 641 становника, а густина насељености је износила 114,26 становника/km². Општина се простире на површини од 5,61 km². Налази се на средњој надморској висини од 112 метара (максималној 161 m, а минималној 103 m).

## Демографија
| 1962. | 1968. | 1975. | 1982. | 1990. | 1999. | 2011. |
| ----- | ----- | ----- | ----- | ----- | ----- | ----- |
| 366   | 390   | 448   | 561   | 615   | 653   | 641   |

График промене броја становника у току последњих година